# Penthouse (電視劇)
《Penthouse》，為韓國SBS於2020年10月26日起至2021年1月5日每週一、週二播出的月火連續劇，由《皇后的品格》的朱東民導演與金順玉編劇再度攜手製作。
此劇分為三季播出，第一季於2020年10月26日起在月火連續劇時段於每週一、週二播出，第二季於2021年2月19日起在金土連續劇時段於每週五、週六播出，第三季於2021年6月4日起在金曜連續劇時段於每週五播出。
香港、新加坡、泰國、印尼、中東、南非及菲律宾由Viu於10月26日起獨家播出。台灣由愛奇藝海外版、MOD播出。

## 劇情簡介
沈秀蓮（李智雅飾）為財閥家族出身，從未嘗過貧窮滋味。看似優雅高尚，但其實有著不為人知的秘密，在前往留學的路上遇上真愛，勇敢地解除婚約、選擇愛情。
千瑞珍（金素妍飾）含著金湯匙出生，華麗聰穎，但卻不能容忍自己被在頂樓居住的沈秀蓮比下去，認為自己是世界的中心，想要的東西無論如何都要弄到手，男人也是。
吳允熙（柳真飾）偶然目擊到一場殺人案，為殺人犯保守秘密的回報就是成功獲得最頂尖房地產情報，抓住了入駐江南的「車票」，躋身夢寐以求的上流社會。為了在上流社會中成功實現房產、教育、金錢和子女，她決心選擇了開始過著與以往完全不同的人生。
第一季的主題為「人類無止境的慾望」，以沈秀蓮為核心人物，劇情以貧苦出身的女生閔雪雅在江南區富有和權力的象徵－100層公寓「Hera Palace」中墜樓身亡開始，講述沈秀蓮在丈夫秘書尹泰柱的情報下，知悉閔雪雅死亡事件背後的種種關係。她決意向傷害過雪雅的Hera Palace人們復仇，在過程中令吳允熙捲入Hera Palace的鬥爭之中，兩人起初情同姊妹，但奮力為女兒露娜奔走的允熙在慾望和怯懦之下逐漸被動搖。

## 演員陣容

### 主要人物
| 演員   | 角色   | 介紹 | 粵語配音 | 國語配音 | 國語配音   |
| 演員   | 角色   | 介紹 | 粵語配音 | 台灣東森 | 马新ONE TV |
| 李智雅 | 沈秀蓮 | 沈雲建設的千金、丹泰的第二任妻子、是錫勳和錫京的繼母、慧仁的養母、雪雅的生母、公認的Hera Club女王、Hera Palace頂樓住戶。 財閥家庭出身，在家人的愛之下美好地成長。就如她擁有的美麗外表那般，性格也相當溫順，但碰上愛情卻變得莽撞。對於這樣的她來說，與只追求完美的丹泰之間的婚姻生活，卻是持續不斷的窒息與鬱悶。雖然從未真心愛過他，但是為了兩個孩子，她依舊想盡方法做好妻子與母親的角色。因而，在放棄自己的幸福之下，她在Penthouse裏已過著很長時間的枯燥無味生活。 | 李莎娜   | 楊凱凱   | 林凱羚     |
| 金素妍 | 千瑞珍 | 尹哲的妻子、恩星的媽媽，清雅財團實際掌權者，著名女高音，赫拉皇宮 85樓住戶，公寓裏最有權勢的人。與丹泰有染 覺得自己是世界中心的女人，想要的東西無論如何都要得手，不管是別人的夢想、或是其他女人的男人。外界的聚光燈總是照耀在她身上，令她獲得了「韓國最佳女高音」、「清雅財團理事長之女」、「無法超越的朋友家媽媽」等頭銜。即使不利用家世，她也能憑藉自身的實力，從幼稚園到中學也佔據著第一名的寶座。她的丈夫也是個充滿野心的男人，即使自身家庭環境很差也覬覦著院長位置，是個挺誠實的人。為了讓他擔任VIP外科科長，她也盡自己的力量幫助丈夫。 | 馮詠恩   | 魏晶琦   | 詹雅菁     |
| 柳真   | 吳允熙 | 露娜的媽媽，無證照的不動產諮詢顧問，與千瑞珍在高中時期就結下不可抹滅的孽緣，後為Hera Palace 45樓新住戶。 在學生時期，她曾是全國公認的實力派女高音，卻因為意想不到的事故使聲帶受到致命損傷，故放棄聲樂，她的人生也從那一刻起變得錯綜複雜。她不敢奢望進入大學，連交往六年的男朋友：瑞珍的丈夫何尹哲，也離開了她。之後，經相親認識的丈夫在外遇時因為醉酒而從欄杆上摔落而死，婆婆甚至將孫女的金戒指變賣，並將換得的金錢揮霍殆盡。此時，女兒露娜的出生，使她抱著不想讓女兒也過著因為金錢而掙扎的生活，一直堅強生活著，所有兼職也願意去做。從幾年前開始，她就以暴發戶為對象，為他們尋求秘密公寓以賺取生活費。對她來說，女兒就是她人生的全部。當露娜對她說想進入清雅藝術高中學習聲樂時，她不想再讓女兒去碰觸聲樂，之後靠著殺人犯的情報一夜致富，搬進Hera Palace 45樓成為新住戶。 | 陳子瑩   | 馮嘉德   | 許淑嬪     |

### 秀蓮的家族
| 演員   | 角色   | 介紹 | 粵語配音 | 國語配音 | 國語配音   |
| 演員   | 角色   | 介紹 | 粵語配音 | 台灣東森 | 马新ONE TV |
| 嚴基俊 | 朱丹泰 | 秀蓮的丈夫，碩勳和碩京的爸爸，J-KING控股建築公司會長，房地產天才。與瑞珍有染 幾乎全世界各地都有著他的建築，就連三城洞最高層的住商複合建築Hera Palace也是他的作品。不僅在建築方面，他在房地產方面也有極高天賦，擅長找出賺錢的商機，所以每當投資房地產時都能大賺一筆。甚至有傳聞說，如果沒踏上他的土地就不能算是到過江南，因他在江南擁有無數黃金地段和數座高層建築。因為他是白手起家，因此是個有嚴重強迫症的完美主義者，決不允許有絲毫的散漫和耍嘴皮子，時刻都要做到最好，直至完美。因為流淌著冷血動物的血液，而對家人非常粗暴，但他卻一直想將完美家庭的人設展現於他人眼前。 | 郭俊廷   | 宋克軍   | 宋克軍     |
| 金永大 | 朱錫勳 | 丹泰與愛嬌的雙胞胎兒子，錫京的雙胞胎哥哥，秀蓮的繼子。 專長為鋼琴，是個在外貌和能力都沒有缺點的完美男生。在學校裏，他像玩玩具一樣調戲老師和朋友，享受著完美與叛逆的雙重面貌。當他的妹妹錫京要求他把新玩具設定為羅娜時，面對羅娜對於任何折磨都不會屈服的態度，漸漸的引發他對羅娜的惻隱之心，進而對她產生好感。 | 簡懷甄   | 張立昂   | 何志威     |
| 韓智賢 | 朱錫京 | 丹泰和愛嬌的雙胞胎女兒，錫勳的雙胞胎妹妹，秀蓮的繼女。 一個沒有真心與靈魂的冰冷女生，專修聲樂。一開始就被家人決定朝著成為聲樂家的路發展，但實際上並不喜歡唱歌和學習，並總是被爸爸以成績順序與哥哥比較。 | 何凱怡   | 詹雅菁   | 陸玟蓉     |

### 瑞珍的家族
| 演員   | 角色   | 介紹 | 粵語配音 | 國語配音 | 國語配音   |
| 演員   | 角色   | 介紹 | 粵語配音 | 台灣東森 | 马新ONE TV |
| 尹鐘焄 | 河尹哲 | 瑞珍的丈夫，恩星的爸爸，大型綜合醫院「清雅醫院」的VIP專任外科科長，腰椎間盤突出手術的權威。 做為懂得對現實適當妥協的人，他是按照階級來待人處事的聰明人。長期受被父權社會影響，思想大男人主義，認為男人必須掌握金錢和權力。比起深思熟慮，他更加重視損益計算，比起努力更重視實力，比起靜待觀察的意見更重視實際手術。他是國內手術預約患者人數最多，為醫院創造200%收益率的始祖，也是下屆清雅醫院的院長。他清楚明白自己的成功有很大部分要歸功於妻子的協助，目標明確的妻子有時候會讓他感到負擔，女兒的教育都全權交付給了妻子。作為人生伴侶，他曾經認為瑞珍是一個讓他非常滿意的妻子，夫妻倆都擁有一致「成為王者」的目標，但兩人的關係卻逐漸變得惡劣。 | 陳成港   | 于正昌   | 于正昌     |
| 崔藝斌 | 河恩星 | 瑞珍及尹哲的女兒。 在清雅藝術高中專攻聲樂。她總是因為實力停留在第二名位置，而產生無法滿足媽媽的劣等感，是個帶有乖巧子女情結的人，也是唯一在Hera Palace裡對雪雅態度比較好的人，卻因為雪雅的出現，讓握有黑幕的證據威脅到自己的地位而開始走上無法回頭的路，之後更因各方面的壓迫下而患上冒名頂替症候群。喜歡錫勳，並因此更討厭羅娜。 | 廖欣怡   | 楊凱凱   | 孫欣瑜     |
| 鄭性模 | 千明秀 | 瑞珍和瑞英的爸爸，恩星的爺爺，清雅財團理事長。其實沒有要經營財團，後轉賣清雅藝高給秀蓮。因為瑞英出軌被瑞珍抓到把柄，被迫將清雅財團的股份還給瑞珍。 | 羅偉亮   | 宋克軍   | 于正昌     |
| 河敏   | 姜玉景 | 瑞珍的繼母，一直以來離間他們父女關係，想讓自己親生女兒瑞英成為下任理事長，擁有清雅財團30%股份。 | 陳凱婷   | 楊凱凱   | 陸玟蓉     |
| 申瑞賢 | 千瑞英 | 瑞珍异母同父的妹妹，覬覦著理事長的位置。最後卻因和別人偷情被瑞珍抓為把柄拿回清雅財團的股份。 | 石梓晴   | 林慕青   | 許淑嬪     |
| 安泰煥 | 鄭女婿 | 瑞英的丈夫。 | 張振熙   | 張立昂   | 宋克軍     |

### 允熙的家族
| 演員   | 角色   | 介紹 | 粵語配音 | 國語配音 | 國語配音   |
| 演員   | 角色   | 介紹 | 粵語配音 | 台灣東森 | 马新ONE TV |
| 金賢秀 | 裴露娜 | 允熙的女兒，華英中學學生。 對聲樂有著與眾不同的才能，性格剛強聰明。雖然她沒有錢，但從不因此而退縮，用聲樂實力壓制珍妮。雖然媽媽不斷勸阻她學習聲樂，但越是這樣她就越瘋狂地唱歌，比別人努力百倍千倍。經常在學校裏被同學欺凌和取笑，尤其是恩星，但也因硕勋多次維護她而對硕勋有好感。 | 植婉雯   | 魏晶琦   | 林凱羚     |

### 瑪莉的家族
| 演員     | 角色   | 介紹 | 粵語配音 | 國語配音 | 國語配音   |
| 演員     | 角色   | 介紹 | 粵語配音 | 台灣東森 | 马新ONE TV |
| 申恩慶   | 姜瑪莉 | 珍妮的媽媽，東弼的妻子，暴發戶，Hera Palace 45樓住戶。 「像狗般賺錢，宰相般揮霍」是她的人生座右銘。作為將丈夫送到杜拜後獨守空房的女人，雖然表面上看起來非常熱血，實際了解後卻能發現她相當精打細算且極度鎮靜。她心裡嘲諷著金湯匙、對外卻譏笑著土湯匙，過著將所有壓力都釋放在對自家傭人及司機作威作福的生活。但只要關乎女兒珍妮的事，哪怕是盜竊也能為女兒做到，因為珍妮是她唯一的珍貴骨肉。 | 蔡雁紅   | 詹雅菁   | 沈欣宜     |
| [ 註 5 ] | 劉東弼 | 瑪莉的丈夫，珍妮的爸爸，丹泰的得力助手。謊稱在杜拜做生意，實際上是代朱丹泰背黑鍋在監獄服刑。 | 李家傑   | 不適用   | 不適用     |
| 陳智熙   |        | 东弼和瑪莉的獨生女，夢想成為未來的聲樂家，性格目中無人，沒有實力但有不切實際的盼望。自從家庭變得富有之後，炫耀金錢是她的愛好，並喜愛無視沒錢的孩子。 | 石梓晴   | 馮嘉德   | 詹雅菁     |

### 奎鎮的家族
| 演員   | 角色   | 介紹 | 粵語配音 | 國語配音 | 國語配音   |
| 演員   | 角色   | 介紹 | 粵語配音 | 台灣東森 | 马新ONE TV |
| 奉太奎 | 李奎鎮 | 尚雅的丈夫，旼赫的父親，VICTORY律師事務所專職離婚律師，Hera Palace 55樓住戶。 法律界財閥世家的三代獨子，是個愛虛張聲勢、空有其表的男人。他從小就按照媽媽的意願生活，不知不覺間就成了律師，自身是理所當然的一事無成。他事物抉擇有障礙，一切都要得到姐姐或媽媽的批准後心裏才舒服，甚至是用著媽媽的錢，而非給予生活費。他與妻子的婚姻也是透過家庭會議決定，對此他一如既往地接受，因認為媽媽的決定絕對不會錯。而他即使知道尚雅每天受著媽媽的折磨，也從未為她出頭。同樣依附家世生活的姐姐突然來訪時，她們總是教訓尚雅，但他也總是裝作不知情。他認為想要從無名小卒變身為人人稱羨的法界財閥家兒媳，這是尚雅應該要承擔的責任。他習慣遇到任何事都縮到背後，讓尚雅來收拾，甚至只要妻子稍微作出一點反抗，就馬上向姐姐或媽媽打小報告。 | 郭湛深   | 何志威   | 何志威     |
| 尹周熙 | 高尚雅 | 奎鎮的妻子，旼赫的媽媽，主播出身的「Hera Club」新成員，Hera Palace 55樓住戶。 雖然裝作有教養、無比幸福，但實際卻只擁有一半的婚姻生活。她曾經是備受矚目的主播，現在是財閥家的兒媳，成為丈夫的附屬品。他的丈夫是祖父所經營的律師事務所的傀儡律師，而她本人則是虛有其表的財閥兒媳一事，周遭的人一無所知。若要用一句話概括她的婚姻生活，那就是「沒有铁栅栏的監獄」。當婆家人極盡一切骯髒卑鄙行為後享福的同時，對於尚雅則是要求簡樸、節制、清廉。勒緊荷包的婆婆將生活費控制在200萬元，與其說是財閥兒媳，不如說是免費傭人，如果沒有她婆婆的允許，連100公克的豆芽都別想買，而丈夫的薪水也是從未碰過。 | 王綺婷   | 林慕青   | 孫欣瑜     |
| 李泰彬 | 李旼赫 | 奎鎮和尚雅的兒子，清雅藝術高中學生，專攻聲樂。因學習能力不好，他無法考上首爾大學，現在按照爺爺奶奶的安排，向著成為藝術家的路發展。他在家裏是個沉默寡言的兒子，只要一離開爸爸媽媽的視線，就會完全變成無所不談的男生。他對學校發生的事件無所不知，是社交平台上最先散播消息的人。 | 張振熙   | 何志威   | 于正昌     |
| 徐惠琳 | 王美子 | 奎鎮的媽媽，電視台的當紅料理研究專家。 | 陳凱婷   | 馮嘉德   | 陸玟蓉     |
| 許智娜 |        | 奎鎮的大姐。 | 楊婉潼   | 詹雅菁   | 沈欣宜     |
| 李礎元 |        | 奎鎮的二姐，有意跟弟弟爭奪VICTORY律師事務所的繼承權。 | 何凱怡   | 魏晶琦   | 林凱羚     |

### Logan Lee的家族
| 演員   | 角色               | 介紹 | 粵語配音 | 國語配音 | 國語配音   |
| 演員   | 角色               | 介紹 | 粵語配音 | 台灣東森 | 马新ONE TV |
| 朴殷碩 | 具虎東             | 清雅藝高約聘體育教師，性格相當不可一世，表裡不一。                                                                              | 陳健豪   | 于正昌   | 蔣鐵城     |
| 朴殷碩 | 羅根·李 Logan Lee  | James Lee和Stella Cheon的儿子，雪雅的養兄，Logan Lee公司代表兼美國麥迪遜大廈所有者，紐約羅根劇院代表。                          | 陳健豪   | 于正昌   | 蔣鐵城     |
| 朴在煥 | 詹姆士·李James Lee | 韓裔美國人，Logan Lee的爸爸，雪雅的前養父。他是韓國最富有的財閥，擁有37兆韓元資產。在雪雅給兒子移植骨髓後，誣陷她偷竊將其趕走。 | 李家傑   | 何志威   | 何志威     |
| 李惠娜 | Stella Cheon       | 韓裔美國人，Logan Lee的媽媽，雪雅的前養母。                                                                                     | 王綺婷   | 楊凱凱   | 孫欣瑜     |

### Hera Palace相關人物
| 演員   | 角色            | 介紹 | 粵語配音 | 國語配音 | 國語配音   |
| 演員   | 角色            | 介紹 | 粵語配音 | 台灣東森 | 马新ONE TV |
| 趙秀敏 | 閔雪雅 /安娜·李 | 為Hera Palace的孩子補習數學的老師，孤兒院出身，秀蓮的生女，與流浪狗相依為命的堅強少女。為了籌措流浪狗的醫療費，她偽造在校證明書和身份證，化名為安娜·李，成功申請了Hera Palace數學輔導老師的位置。雖然她對自己謊稱是大學生過意不去，但因為狗狗的手術費而只能這樣做，而且認為認真地教學兩個月後，安靜地離開就行，讓錫京發現真實身分後，又成為清雅藝高的聲樂第一名，不僅無辜捲入了富家子女的戰爭裡，更賠上了自己的性命。在第三季被揭露出其實錫京的雙胞胎姐姐 | 楊婉潼   | 林慕青   | 沈欣宜     |
| 李哲民 | 尹泰柱          | 丹泰在Penthouse中實質性的右臂，跟蹤著秀蓮並向丹泰報告。比起公司內部的活動，他其實是作為丹泰的個人祕書監視著秀蓮的一舉一動。後來因良心不安決定告訴秀蓮所有真相以及協助秀蓮。為了忠誠而結束自己的生命。 | 羅偉亮   | 何志威   | 何志威     |
| 金璐莎 | 楊美玉          | 打掃丹泰和秀蓮居住的頂層公寓的管家，沉默寡言的女子。有偷穿秀蓮衣服假裝自己是女主人的癖好，被具虎東發現後以此為威脅利用。 | 陳凱婷   | 林慕青   | 孫欣瑜     |
| 羅素藝 | 朱慧仁          | 年幼未婚媽媽的孩子，在出生時因丹泰的陰謀與秀蓮的親生女兒雪雅調包。她在出生時因低氧症在新生兒重患者室接受治療，幾經辛苦才勉強活下來，但由於嚴重後遺症，現在處於植物人狀態；後來因泰柱和秀蓮的協助已醒來被羅根·李送至美國治療並保護。 | 顧詠雪   | 林慕青   | 陸玟蓉     |

### 其他人物
| 演員   | 角色   | 介紹 | 粵語配音 | 國語配音 | 國語配音   |
| 演員   | 角色   | 介紹 | 粵語配音 | 台灣東森 | 马新ONE TV |
| 河道權 | 馬斗基   | 聲樂家，華英中學音樂老師，是負責為準備藝術高中入學考試的Hera Palace孩子們作指導的聲樂老師。                                                          | 周倚天   | 張立昂   | 蔣鐵城     |
| 韓承秀 | 閔亨植 | 許願保育院的前院長兼高爾夫球場的東主，與趙相憲關係密切，因敲詐政府補助金、虐待孩子等行為，之後被關押在拘留所，並以雪雅的出生秘密在拘留所內脅迫秀蓮。 | 鄧燦陽   | 張立昂   | 蔣鐵城     |
| 金東圭 | 趙浩英 | 在尹泰柱的秘書死後接朱丹泰的秘書，在秀蓮的傢俱公司裏監視秀蓮，以及間接殺害閔炯植。                                                                   | 周倚天   | 張立昂   | 蔣鐵城     |
| 金道賢 | 都秘書 | 瑞珍的秘書。 | 柯偉聰   | 張立昂   | 蔣鐵城     |
|        |        | 秀蓮死後帶走吳允熙的刑警。 | 鄧燦陽   |          |            |

### 特別出演
| 演員   | 角色   | 介紹 | 出場集數 | 粵語配音 | 國語配音 | 國語配音   |
| 演員   | 角色   | 介紹 | 出場集數 | 粵語配音 | 台灣東森 | 马新ONE TV |
| 卞宇珉 | 趙相憲 | 慈善事業財團理事長兼國會議員。                                                                                    | 1-3、5-6 | 柯偉聰   | 于正昌   | 蔣鐵城     |
| 奇泰華 |        | 秀蓮的前夫，雪雅的爸爸。2004年時，他在美國被丹泰殺害及被切斷手指。                                                | 3        | N/A      |          |            |
| 李孝菲 |        | 雪雅在保育院時的妹妹。                                                                                            | 9        | 姜嘉蕾   |          |            |
| 黃英熙 | 金美子 | 允熙已逝前夫的媽媽。                                                                                              | 10       | 陳雪瑩   | 詹雅菁   | 陸玟蓉     |
| 鄭雅美 | 宋熙秀 | | 10、21   | 黎京玫   | 楊凱凱   | 許淑嬪     |
| 崔範浩 |        | 清雅醫院的院長。                                                                                                  | 11       | 李家傑   |          |            |
| 金炳賢 | 金炳賢 | 與丹泰相熟的棒球投手。                                                                                            | 12       |          |          |            |
| 李鍾南 |        | 慧仁的看護 | 14、17   | 楊婉潼   |          | 沈欣宜     |
| 奇恩世 | 金正敏 | 秀蓮母家經營的獎學財團獎學金出身的女記者，在秀蓮的幫助下，在自己主持的時事節目中報道了Hera Palace人們的各種暴行。 | 20-21    | 陳雪瑩   | 詹雅菁   | 陸玟蓉     |
| 金思權 |        | 捏造秀蓮殺人案的刑警。                                                                                            | 20-21    | 鄧燦陽   |          | 于正昌     |

## 原聲帶
- Penthouse OST（發行日期：2021年2月3日）[7]

| 曲序 | 曲目                                                    | 作曲   | 演唱                      | 时长 |
| ---- | ------------------------------------------------------- | ------ | ------------------------- | ---- |
| 1.   | Life                                                    |        | Hedy                      | 3:34 |
| 2.   | Crown                                                   |        | 河珍                      | 3:03 |
| 3.   | Desire                                                  |        | 韓勝熙                    | 4:12 |
| 4.   | 留在我身邊的你（내게 남은 그대）                        |        | 18 Again (feat. O'z Mood) | 3:21 |
| 5.   | Higher                                                  |        | Noblesse                  | 3:47 |
| 6.   | Penthouse（펜트하우스）                                 | 金俊錫 |                           | 3:06 |
| 7.   | 被貪慾蒙蔽的人（탐욕에 눈이 먼 자）                     | 鄭世琳 |                           | 2:44 |
| 8.   | 揭曉真相的時間（진실을 밝힐 시간）                      | 周仁路 |                           | 3:34 |
| 9.   | 恍惚高遠的地方（아찔하게 높고 아득하게 먼 그 곳）       | 金俊錫 |                           | 3:18 |
| 10.  | 他們的世界（그들만의 세상）                             | 李允智 |                           | 4:23 |
| 11.  | 滿淚之心（눈물로 채워진 심장）                          | 鄭世琳 |                           | 3:39 |
| 12.  | Schadenfreude（샤덴프로이데）                           | 金賢道 |                           | 3:34 |
| 13.  | 惡的勝利（악의 승리）                                   | 周仁路 |                           | 3:19 |
| 14.  | 乏味的真相在哪裏（무뎌진 진실은 어디에）                | 鄭世琳 |                           | 2:36 |
| 15.  | 我想要的一切（내가 가지고 싶었던 모든 것）              | 劉素賢 |                           | 2:23 |
| 16.  | 為了復仇之準備（복수를 위한 준비）                      | 洪恩智 |                           | 3:53 |
| 17.  | 執著的開始（집착의 시작）                               | 鄭惠彬 |                           | 2:32 |
| 18.  | 級別不同的孩子們（클래스가 다른 아이들）                | 姜美美 |                           | 2:59 |
| 19.  | 我會永遠守護你（지켜줄게요, 영원히）                    | 鄭世琳 |                           | 2:55 |
| 20.  | Mama Boy（마마보이）                                    | 申宥珍 |                           | 3:07 |
| 21.  | 赫拉裁判（헤라 부심）                                   | 張宥萊 |                           | 2:17 |
| 22.  | 我不是犯人（저는 범인이 아니에요）                      | 盧宥琳 |                           | 2:49 |
| 23.  | 冤死（억울한 죽음）                                     | 申宥珍 |                           | 3:46 |
| 24.  | 雖已搶奪一切但不笑的人們（빼앗고도 웃지 못하는 사람들） | 鄭世琳 |                           | 2:44 |
| 25.  | 只是開始而已（시작에 불과해）                           | 金俊錫 |                           | 3:23 |
| 26.  | 危險的復仇（위험한 복수）                               | 張宥萊 |                           | 2:46 |
| 27.  | 隱秘的故事（은밀한 이야기）                             | 李允智 |                           | 4:21 |
| 28.  | 血色赫拉宮殿（핏빛 헤라팰리스）                         | 金賢道 |                           | 3:04 |
| 29.  | 我知道你做的事（네가 한 짓을 알고 있다）                | 金道恩 |                           | 2:40 |
| 30.  | 悽切的母愛（처절한 모성애）                             | 金道恩 |                           | 3:29 |

- 台灣東森戲劇台版本（2021年）
  - 片尾曲：彭佳慧《可惜了》

## 收視率

### 韓國
| 集數                         | 集數       | 播出日期   | 標題                    | AGB收視率        | AGB收視率      | TNmS收視率       | 分級         |
| 集數                         | 集數       | 播出日期   | 標題                    | 大韓民國（全國） | 首爾（首都圈） | 大韓民國（全國） | 分級         |
| ---------------------------- | ---------- | ---------- | ----------------------- | ---------------- | -------------- | ---------------- | ------------ |
| 1                            | 1部        | 2020/10/26 | 聲樂的傳說              | 6.7%             | 8.2%           | 5.2%             | 15岁以上观看 |
| 1                            | 2部        | 2020/10/26 | 陰影                    | 9.2%             | 10.5%          | 6.8%             | 15岁以上观看 |
| 1                            | 3部        | 2020/10/26 | 不再逃避                | 9.1%             | 10.5%          | 6.5%             | 15岁以上观看 |
| 2                            | 1部        | 2020/10/27 | 威脅                    | 8.2%             | 9.4%           | 6.0%             | 15岁以上观看 |
| 2                            | 2部        | 2020/10/27 | 小偷老師                | 9.8%             | 11.2%          | 7.0%             | 15岁以上观看 |
| 2                            | 3部        | 2020/10/27 | 天壤之別                | 10.1%            | 11.6%          | 7.4%             | 15岁以上观看 |
| 3                            | 1部        | 2020/11/02 | 幕後真相                | 8.0%             | 8.6%           | 6.7%             | 15岁以上观看 |
| 3                            | 2部        | 2020/11/02 | 外遇                    | 11.4%            | 12.3%          | 9.8%             | 15岁以上观看 |
| 4                            | 1部        | 2020/11/03 | 親生女兒                | 10.8%            | 12.0%          | 7.8%             | 19岁以上观看 |
| 4                            | 2部        | 2020/11/03 | 登上清雅藝高            | 13.9%            | 15.1%          | 10.3%            | 19岁以上观看 |
| 5                            | 1部        | 2020/11/09 | 死去的孩子              | 9.6%             | 10.8%          | 8.4%             | 15岁以上观看 |
| 5                            | 2部        | 2020/11/09 | 真正的死因              | 12.9%            | 14.2%          | 11.0%            | 15岁以上观看 |
| 6                            | 1部        | 2020/11/10 | 進行報復                | 10.3%            | 11.3%          | 9.1%             | 15岁以上观看 |
| 6                            | 2部        | 2020/11/10 | 背後指使者              | 14.5%            | 16.1%          | 12.6%            | 15岁以上观看 |
| 7                            | 1部        | 2020/11/16 | 入學典禮                | 10.4%            | 11.4%          | 10.0%            | 15岁以上观看 |
| 7                            | 2部        | 2020/11/16 | 排擠                    | 14.5%            | 15.9%          | 12.8%            | 15岁以上观看 |
| 11月17日因轉播足球賽事而停播 |            |            |                         |                  |                |                  |              |
| 8                            | 1部        | 2020/11/23 | 成為暴發戶              | 11.1%            | 11.8%          | 10.8%            | 15岁以上观看 |
| 8                            | 2部        | 2020/11/23 | 作為孩子媽媽            | 15.5%            | 16.5%          | 13.7%            | 15岁以上观看 |
| 9                            | 1部        | 2020/11/24 | 產生懷疑                | 12.2%            | 13.1%          | 11.2%            | 15岁以上观看 |
| 9                            | 2部        | 2020/11/24 | 不公平交易              | 16.0%            | 17.4%          | 14.1%            | 15岁以上观看 |
| 10                           | 1部        | 2020/11/30 | 新赫拉皇宮居民          | 13.2%            | 14.6%          | 12.3%            | 15岁以上观看 |
| 10                           | 2部        | 2020/11/30 | 我喜歡你朱碩勳          | 16.9%            | 18.8%          | 15.7%            | 15岁以上观看 |
| 11                           | 1部        | 2020/12/01 | 下定決心                | 14.7%            | 16.0%          | 11.4%            | 15岁以上观看 |
| 11                           | 2部        | 2020/12/01 | 婚姻                    | 19.6%            | 21.2%          | 13.3%            | 15岁以上观看 |
| 12                           | 1部        | 2020/12/07 | 試鏡                    | 16.3%            | 17.9%          | 14.3%            | 15岁以上观看 |
| 12                           | 2部        | 2020/12/07 | 閔雪雅的復活            | 19.9%            | 21.5%          | 16.1%            | 15岁以上观看 |
| 13                           | 1部        | 2020/12/08 | 作戰開始                | 17.6%            | 19.2%          | 15.5%            | 15岁以上观看 |
| 13                           | 2部        | 2020/12/08 | 派對                    | 22.1%            | 23.9%          | 18.9%            | 15岁以上观看 |
| 14                           | 1部        | 2020/12/14 | 不倫關係                | 17.5%            | 19.5%          | 16.6%            | 15岁以上观看 |
| 14                           | 2部        | 2020/12/14 | 聯手                    | 22.0%            | 23.9%          | 19.5%            | 15岁以上观看 |
| 15                           | 1部        | 2020/12/15 | 夢中的寶座              | 19.6%            | 20.8%          | 16.9%            | 15岁以上观看 |
| 15                           | 2部        | 2020/12/15 | 自作自受                | 23.3%            | 25.0%          | 20.8%            | 15岁以上观看 |
| 16                           | 1部        | 2020/12/21 | 疑心                    | 19.1%            | 20.2%          | 17.4%            | 15岁以上观看 |
| 16                           | 2部        | 2020/12/21 | 真兇                    | 23.7%            | 25.2%          | 21.1%            | 15岁以上观看 |
| 17                           | 1部        | 2020/12/22 | 夢境                    | 19.1%            | 20.7%          | 18.4%            | 15岁以上观看 |
| 17                           | 2部        | 2020/12/22 | 懲罰                    | 24.0%            | 25.8%          | 22.4%            | 15岁以上观看 |
| 18                           | 1部        | 2020/12/28 | 背叛                    | 21.0%            | 22.7%          | 18.0%            | 19岁以上观看 |
| 18                           | 2部        | 2020/12/28 | 以牙還牙                | 23.9%            | 25.7%          | 20.9%            | 19岁以上观看 |
| 19                           | 1部        | 2020/12/29 | 認罪                    | 21.3%            | 22.3%          | 19.1%            | 19岁以上观看 |
| 19                           | 2部        | 2020/12/29 | 審判之日                | 23.5%            | 24.7%          | 22.4%            | 19岁以上观看 |
| 20                           | 1部        | 2021/01/04 | 應得的懲罰              | 20.4%            | 21.6%          | 18.3%            | 15岁以上观看 |
| 20                           | 2部        | 2021/01/04 | 赫拉皇宮的另一起謀殺案  | 23.8%            | 25.2%          | 22.7%            | 15岁以上观看 |
| 21                           | 1部        | 2021/01/05 | 真正的殺人犯            | 23.6%            | 24.8%          | 20.4%            | 15岁以上观看 |
| 21                           | 2部        | 2021/01/05 | 秀蓮去世的後續          | 28.8%            | 30.5%          | 25.6%            | 15岁以上观看 |
| 平均收視率                   | 平均收視率 | 平均收視率 | 平均收視率              | 16.35%           | 17.73%         | 14.21%           | -            |
| 特輯                         | 1部        | 2021/01/12 | Hidden Room－隱藏的故事 | 9.9%             | 11.0%          | 9.1%             | 15岁以上观看 |
| 特輯                         | 2部        | 2021/01/12 | Hidden Room－隱藏的故事 | 8.8%             | 10.3%          | 6.9%             | 15岁以上观看 |

- 收視最低的集數以藍色表示，收視最高的集數以紅色表示，而空格則表示該集的收視沒有相關數據。

### 香港
| 集數   | 播映日期                       | 電視直播收視 | 備註            |
| 1－2   | 2021年9月16日－2021年9月17日   | 沒有資料     | 沒有資料        |
| 3－7   | 2021年9月20日－2021年9月24日   | 2.5點        | [ 10 ]          |
| 8－12  | 2021年9月27日－2021年10月1日   | 2.9點        | [ 11 ]          |
| 13－17 | 2021年10月4日－2021年10月8日   | 3.1點        | [ 12 ]          |
| 18－22 | 2021年10月11日－2021年10月15日 | 3.5點        | 第19集收視4.1點 |
| 23－27 | 2021年10月18日－2021年10月22日 | 3.4點        | [ 14 ]          |
| 28－32 | 2021年10月25日－2021年10月29日 | 3.6點        | [ 15 ]          |
| 33     | 2021年11月1日                  | 3.5點        | [ 16 ]          |

## 同時段作品
星期一二時段劇集
- KBS2 月火連續劇：《喪屍偵探》、《暗行御史：朝鮮秘密搜查團》
- MBC 月火連續劇：《Kairos》
- tvN 月火連續劇：《青春紀錄》、《產後調理院》、《日與夜》
- JTBC 月火連續劇：《18 Again》

星期二時段劇集
- JTBC 火曜連續劇：《Live On》

## 提名及獲獎列表
| 年度   | 頒獎典禮             | 獎項                              | 入圍者                         | 結果 |
| 2020年 | 第33屆畫梅獎         | 優秀作品賞                        | 呂政勳、鄭哲民、崔繼樂、李宰成 | 獲獎 |
| 2020年 | SBS演技大獎          | 大獎                              | 金素妍                         | 提名 |
| 2020年 | SBS演技大獎          | 中篇及長篇劇部門 男子最優秀演技獎 | 嚴基俊                         | 獲獎 |
| 2020年 | SBS演技大獎          | 中篇及長篇劇部門 女子最優秀演技獎 | 金素妍                         | 獲獎 |
| 2020年 | SBS演技大獎          | 中篇及長篇劇部門 女子最優秀演技獎 | 柳真                           | 獲獎 |
| 2020年 | SBS演技大獎          | 中篇及長篇劇部門 女子最優秀演技獎 | 李智雅                         | 獲獎 |
| 2020年 | SBS演技大獎          | 中篇及長篇劇部門 男子優秀演技獎   | 奉太奎                         | 獲獎 |
| 2020年 | SBS演技大獎          | 中篇及長篇劇部門 男子優秀演技獎   | 尹鐘焄                         | 獲獎 |
| 2020年 | SBS演技大獎          | 中篇及長篇劇部門 女子優秀演技獎   | 申恩慶                         | 獲獎 |
| 2020年 | SBS演技大獎          | 團體助演獎                        | 團體助演獎                     | 提名 |
| 2020年 | SBS演技大獎          | 男子助演獎                        | 朴殷碩                         | 獲獎 |
| 2020年 | SBS演技大獎          | 女子助演獎                        | 尹周熙                         | 提名 |
| 2020年 | SBS演技大獎          | 青少年演技獎                      | 金賢秀                         | 獲獎 |
| 2020年 | SBS演技大獎          | 男子新人演技獎                    | 河道權                         | 提名 |
| 2020年 | SBS演技大獎          | 女子新人演技獎                    | 趙秀敏                         | 提名 |
| 2021年 | 第57屆百想藝術大獎   | 男子最優秀演技獎                  | 嚴基俊                         | 提名 |
| 2021年 | 第57屆百想藝術大獎   | 女子最優秀演技獎                  | 金素妍                         | 獲獎 |
| 2021年 | 第57屆百想藝術大獎   | 女子配角獎                        | 申恩慶                         | 提名 |
| 2021年 | 第57屆百想藝術大獎   | 男子新人演技獎                    | 金永大                         | 提名 |
| 2021年 | 第57屆百想藝術大獎   | 女子新人演技獎                    | 金賢秀                         | 提名 |
| 2021年 | 第16屆首爾國際電視節 | 長篇最優秀作品賞                  | 長篇最優秀作品賞               | 獲獎 |
| 2021年 | 第16屆首爾國際電視節 | 導演賞                            | 朱東民                         | 提名 |
| 2021年 | 第16屆首爾國際電視節 | 劇本賞                            | 金順玉                         | 提名 |
| 2021年 | 第16屆首爾國際電視節 | 女子演員賞                        | 金素妍                         | 提名 |
| 2021年 | 第16屆首爾國際電視節 | 韓流部門 優秀作品賞               | 韓流部門 優秀作品賞            | 提名 |
| 2021年 | 第16屆首爾國際電視節 | 韓流部門 男子演員賞               | 嚴基俊                         | 提名 |
| 2021年 | 第16屆首爾國際電視節 | 韓流部門 女子演員賞               | 金素妍                         | 提名 |
| 2021年 | 第26屆亞洲電視大獎   | 最佳劇情類劇集                    | 最佳劇情類劇集                 | 提名 |

## 迴響
此劇於播出後廣受歡迎，擁有高收視率及話題性，大數據調查機構GoodData的數據顯示此劇連續5周位居電視劇話題性第一位，而《南華早報》專文亦指出此劇以刺激素材及高製作成本成功吸引觀眾注意。在2020 SBS演技大獎上，此劇共獲得九個獎項成為獲獎數最多的電視劇。在收視率方面，第一季完結篇在首都圈取得30%收視率的成績，為SBS月火連續劇時段事隔《Giant》終映10年後再度有電視劇突破30%收視率關口，亦是SBS劇集事隔《秘密花園》終映10年後再度有電視劇突破30%收視率關口，更是自2016年KBS《太陽的後裔》終映後再度有免費頻道的平日晚間黃金時段電視劇突破30%收視率關口。2021年12月，香港無綫電視宣佈以此剧作为蓝本开拍电视剧。
此劇於2021年9月16日起在香港免費電視台ViuTV播出，劇集播出之後引起網民熱烈討論劇情，在第一季播畢後有網民發帖要求電視台盡快安排播出後續季數，而ViuTV亦徇眾要求安排於2022年2月7日起在該台播出第二季，同年5月20日起播出第三季。

## 記事
- 本劇為朱東民導演與金順玉編劇以及演員申恩慶、尹鐘焄繼《皇后的品格》後，時隔一年再次共同合作。
- 陳智熙繼《姐姐還活著》時隔三年後再次演出金順玉作家的作品，也是她與柳真繼《我們可以相愛嗎》時隔六年再次合作。
- 奉太奎、尹鐘焄與尹周熙繼《Return》時隔兩年後再次和朱東民導演合作。
- 申恩慶與趙秀敏時隔十二年繼《媽媽發怒了》後再度合作。
- 特別演出的卞宇珉曾擔任金順玉作家編劇之《妻子的誘惑》的男主角，和本劇有對手戲的柳真則是時隔十年繼《創造情緣》再度同台。
- 本劇播出編成因Covid-19及2020東京奧運影響，由2020年8月延至10月才播出。
- 因編成延後的關係，演員申成祿、吳萬石陸續因為行程關係辭演，並分別由嚴基俊、朴殷碩接替角色演出。
- 柳真為本劇唯一從開播每周都上榜韓國Racoi演員話題榜的演員。
- 柳真韓國Racoi演員話題榜12月第1週、第4週、第5週，排名皆為第一。
- 李智雅韓國Racoi演員話題榜12月第2週排名第一。
- 金素妍韓國Racoi演員話題榜12月第3週排名第一。
- 本劇在韓國Racoi戲劇話題熱度排名，12月第1週至第5週皆為第一。

## 外部連結
- 韓國SBS官方網站（第一季）
- Daum上《Penthouse》的資料
- 互联网电影数据库（IMDb）上《Penthouse》的资料（英文）
- Penthouse上流戰爭(上流社會) 第一季——愛奇藝

## 電視節目的變遷
| SBS 月火劇                                         | SBS 月火劇                                  | SBS 月火劇 |
| -------------------------------------------------- | ------------------------------------------- | ---------- |
|                                                    | （2020年10月26日－2021年1月5日）            |            |
| 你喜歡布拉姆斯嗎 （2020年8月31日－2020年10月20日） | 朝鮮驅魔師 （2021年3月22日－2021年3月23日） |            |

| 新加坡、 马来西亚、 印度尼西亞 · ONE HD · 星期二、三 20:15 - 21:30 (UTC+8)（新馬）／ · 19:15 - 20:30 (UTC+7)（印尼） · 2月13日(特辑) 20:10 - 21:50（UTC+8）（新馬）/19:10-20:50（UTC+7）（印尼） | 新加坡、 马来西亚、 印度尼西亞 · ONE HD · 星期二、三 20:15 - 21:30 (UTC+8)（新馬）／ · 19:15 - 20:30 (UTC+7)（印尼） · 2月13日(特辑) 20:10 - 21:50（UTC+8）（新馬）/19:10-20:50（UTC+7）（印尼） | 新加坡、 马来西亚、 印度尼西亞 · ONE HD · 星期二、三 20:15 - 21:30 (UTC+8)（新馬）／ · 19:15 - 20:30 (UTC+7)（印尼） · 2月13日(特辑) 20:10 - 21:50（UTC+8）（新馬）/19:10-20:50（UTC+7）（印尼） |
| --- | --- | --- |
| | （2020年10月27日－2021年1月6日） 第一季特辑 （2021年2月13日） | |
| 你喜歡勃拉姆斯嗎 （2020年9月1日－2020年10月21日） | 红天机 （2021年8月31日－2021年10月20日） | |
| 星期二至五 19:00 - 20:15 | | |
| 獬豸（配音版） （2021年3月4日－2021年4月14日） | （配音版） （2021年4月15日－2021年5月20日） | （配音版） （2021年5月21日－2021年6月11日） |
| 星期二至五 16:25 - 19:18 （兩集連播） | | |
| 工薪族楚漢志（配音版） （2022年6月21日－2022年7月8日） | （配音版） （2022年7月8日－2022年7月27日） | （配音版） （2022年7月28日－2022年8月9日） |
| 星期二至五 18:20 - 19:55 | | |
| 夏日大罷工（配音版） （2024年1月17日－2024年2月6日） | （配音版） （2024年2月7日－2024年3月13日） | （配音版） （2024年3月14日－2024年4月4日） |
| 星期一至五 16:50 - 18:25 | | |
| -（配音版） （2025年月日－2025年6月23日） | （配音版） （2025年6月24日－2025年7月22日） | （配音版） （2025年7月23日－2025年8月8日） |

| 臺灣 龍華影劇台 星期一至五 20:00－22:00（兩集連播） · 1月12日 20:00 - 21:00 | 臺灣 龍華影劇台 星期一至五 20:00－22:00（兩集連播） · 1月12日 20:00 - 21:00 | 臺灣 龍華影劇台 星期一至五 20:00－22:00（兩集連播） · 1月12日 20:00 - 21:00 |
| --------------------------------------------------------------------------- | --------------------------------------------------------------------------- | --------------------------------------------------------------------------- |
|                                                                             | 上流戰爭 （2020年12月21日－2021年1月12日）                                  |                                                                             |
| 甜蜜冤家 （2020年10月13日－2020年12月18日）                                 | 芙蓉閣之戀 （2021年1月13日－2021年2月26日）                                 |                                                                             |

| 香港 Now劇集台 每日 22:00 - 23:00 | 香港 Now劇集台 每日 22:00 - 23:00          | 香港 Now劇集台 每日 22:00 - 23:00       |
| --- | ------------------------------------------ | --------------------------------------- |
| | （2021年4月7日－2021年5月9日）             |                                         |
| （2021年3月14日－2021年4月6日） | 延遲的正義 （2021年5月10日－2021年6月6日） |                                         |
| 香港 ViuTV 星期一至五 20:30 - 21:30                                                                                                   |                                            |                                         |
| 延遲的正義 （2021年8月9日－2021年9月15日）                                                                                            | （2021年9月16日－2021年11月1日）           | 日與夜 （2021年11月2日－2021年12月1日） |
| 香港 ViuTV 星期二至六（星期一至五深夜）01:30 - 02:30 · 2023年12月13日、16日、19日、20日及23日 暫停播映 · 2023年12月26日 02:00 - 03:00 |                                            |                                         |
| 延遲的正義（重播） （2023年10月19日－2023年11月25日）                                                                                 | （重播） （2023年11月28日－2024年1月18日） | （重播） （2024年1月19日－）            |

| 臺灣 東森戲劇台 星期一至五 21:00 - 22:00                                       | 臺灣 東森戲劇台 星期一至五 21:00 - 22:00                                                                               | 臺灣 東森戲劇台 星期一至五 21:00 - 22:00   |
| ------------------------------------------------------------------------------ | --- | ------------------------------------------ |
|                                                                                | ：上流社會 （2021年5月18日－2021年7月2日）                                                                             |                                            |
| 危險的約定 （2021年3月26日－2021年5月18日）                                    | 老天爺啊！給我愛（重播） （20:00－22:00） （2021年7月5日－2021年9月10日）如果是她的話 （2021年9月13日－2021年9月30日） |                                            |
| 臺灣 東森綜合台 星期一至五 19:00 - 20:00                                       | |                                            |
| —                                                                              | ：上流社會 （2021年5月19日－2021年7月5日）                                                                             | 嫉妒的化身 （2021年7月5日－2021年8月12日） |
| 臺灣 東森戲劇台 星期一至五 20:00-22:00 2月20日 21:00-22:00 3月15日 20:00-21:00 | |                                            |
| 紳士與小姐 (2022年11月10日～2023年2月17日）                                    | :上流社會 （2023年2月20日～2023年3月15日）                                                                             | Penthouse:上流社會2 (2023年3月15日～2023年3月29日） |

| 臺灣 中視 星期日 22:00 - 00:00                   | 臺灣 中視 星期日 22:00 - 00:00             | 臺灣 中視 星期日 22:00 - 00:00 |
| ------------------------------------------------ | ------------------------------------------ | ------------------------------ |
|                                                  | 上流社會 （2021年10月17日－2022年2月6日）  |                                |
| 中視強檔電影院 （2021年5月23日－2021年10月10日） | 上流社會2 （2022年2月13日－2022年4月24日） |                                |

| 臺灣 中視 星期一到星期五 22:00 - 00:00 · 8月1日起 星期一至五24:00－02:00 | 臺灣 中視 星期一到星期五 22:00 - 00:00 · 8月1日起 星期一至五24:00－02:00 | 臺灣 中視 星期一到星期五 22:00 - 00:00 · 8月1日起 星期一至五24:00－02:00 |
| ------------------------------------------------------------------------ | ------------------------------------------------------------------------ | ------------------------------------------------------------------------ |
|                                                                          | 上流社會 （2022年7月18日－2022年8月10日）                                |                                                                          |
| 倚天屠龍記 (2019年電視劇) （2022年6月2日－2022年7月14日）重播            | 上流社會2 （2022年8月11日～2022年8月25日）                               |                                                                          |

| 马来西亚 TV3 星期二、三、四 23:00 - 00:00 | 马来西亚 TV3 星期二、三、四 23:00 - 00:00  | 马来西亚 TV3 星期二、三、四 23:00 - 00:00 |
| ----------------------------------------- | ------------------------------------------ | ----------------------------------------- |
|                                           | （2021年10月26日－2022年1月11日）          |                                           |
| 惡之花 （2021年8月19日－2021年10月20日）  | 產後調理院 （2022年1月12日－2022年2月8日） |                                           |

| 马来西亚 TV9 星期五、六、日 23:00 - 00:00 | 马来西亚 TV9 星期五、六、日 23:00 - 00:00 | 马来西亚 TV9 星期五、六、日 23:00 - 00:00 |
| ----------------------------------------- | ----------------------------------------- | ----------------------------------------- |
|                                           | （2021年10月27日－2022年1月14日）         |                                           |
| 惡之花 （2021年8月20日－2021年10月21日）  | 九尾狐傳 （2022年1月15日－2022年3月12日） |                                           |